# هیلما بورلیوس
هیلما بورلیوس (انگلیسی: Hilma Borelius; ۱۸ دسامبر ۱۸۶۹ – ۲۷ ژانویهٔ ۱۹۳۲) فعال حق رأی اهل سوئد بود.
در سال ۱۹۳۱، او اثری به زبان آلمانی در زمینهٔ تاریخ ادبیات اسکاندیناوی با عنوان ادبیات نوردیک راهنمای مطالعات ادبی منتشر کرد. هیلما بورلیوس که از حامیان پرشور جنبش حق رأی زنان بود، ریاست انجمن زنان لوند، یعنی انجمن حق رای سیاسی زنان در لوند (شاخهٔ محلی انجمن ملی حق رأی زنان) را از بدو تأسیس آن در سال ۱۹۰۳ تا سال ۱۹۰۸ بر عهده داشت. او مرتباً در نشریات مربوط به حق رأی زنان، از جمله داگنی و هرتا، مقاله‌هایی دربارهٔ نویسندگان زن منتشر می‌کرد. در تمام طول زندگی خود، هیلما بورلیوس تلاش فراوانی برای تقویت جایگاه زنان در دانشگاه‌های سوئد انجام داد.

## اوایل زندگی و تحصیلات
هیلما بورلیوس در ۱۸ دسامبر ۱۸۶۹ در لوند زاده شد. او دختر فیلسوف معروف یوهان یاکوب بورلیوس (۱۸۲۳–۱۹۰۹) و همسرش هدویک آگوستا ویلهلمینا لونبوم (۱۸۳۹–۱۹۱۷) بود. وی در خانواده‌ای مرفه و سرشار از کتاب بزرگ شد و مادرش او را به علاقه‌مندی به ادبیات ترغیب می‌کرد. هنگامی که ۱۲ ساله بود، وارد دبیرستان دخترانهٔ لوند شد و مدرک پایان تحصیلات متوسطه را به‌عنوان دانش‌آموز داوطلب از مدرسهٔ جامع کلیسای جامع لوند در سال ۱۸۹۱ دریافت کرد. همان سال وارد دانشگاه لوند شد. در ابتدا فلسفه را نزد پدرش آموخت و سپس به تحصیل در زمینه‌های تاریخ هنر و ادبیات و همچنین زبان‌های رومی پرداخت و در نهایت در سال ۱۸۹۵ مدرک کارشناسی گرفت.
در سال ۱۸۹۳، او به انجمن تازه‌تأسیس دانشجویان زن در اوپسالا پیوست و دوستی نزدیکی با رئیس آن، مورخ لیدیا والستروم که از فعالان برجستهٔ حقوق زنان بود، پیدا کرد. در سال ۱۹۰۰، بورلیوس انجمن دانشجویان زن لوند با نام Lunds Kvinnliga Studentförening را بنیان گذاشت و ریاست آن را برعهده گرفت. در نشست‌های این انجمن، شخصیت‌هایی چون آمالیا فون هلویک، شارلوت گیلمن، روزا مایردر و ویکتوریا بندیکتسون سخنرانی کردند. برخی از این سخنرانی‌ها در مجله داگنی که بعدها به هرتا تبدیل شد، منتشر گردید.
پس از فارغ‌التحصیلی، هیلما به همراه مادرش به پاریس سفر کرد و در آن‌جا به یادگیری زبان فرانسوی پرداخت. در سال ۱۸۹۸ به‌عنوان معلم جانشین زبان فرانسوی و سوئدی در مدرسهٔ عالی دخترانهٔ ماریستاد مشغول به کار شد. تا سال ۱۹۰۱ به تحصیل در لوند ادامه داد و در نهایت در سال ۱۹۰۹ با ارائهٔ رساله‌ای در زمینهٔ نمایش‌نامه‌نویسی سوئدی قرن هفدهم، مدرک لیسانس در زیبایی‌شناسی و تاریخ هنر و ادبیات دریافت کرد. به تشویق لیدیا والستروم، تحصیلات خود را ادامه داد و در ماه مه ۱۹۱۰ با نگارش رساله‌ای دربارهٔ نویسنده و آهنگ‌ساز اریک گوستاو یِیِر موفق به اخذ درجهٔ دکتری شد.

## حرفه
در سال ۱۹۱۰، او نخستین زنی شد که در دانشگاه لوند عنوان «دوچنت» (docent) را در حوزهٔ تاریخ ادبیات معاصر دریافت کرد. این عنوان نشانه‌ای از صلاحیت علمی بود اما شامل حقوق یا جایگاه رسمی نبود. به همین سبب، بورلیوس پژوهش‌های خود را در خانه ادامه داد و زندگی خود را وقف نوشتن مقالات و زندگینامه‌هایی در حوزهٔ ادبیات کرد. از جمله، زندگینامه‌ای از کارل گوستاو فون برینکمان نوشت و مقالات متعددی در مجلات تخصصی منتشر کرد. در سال ۱۹۲۲، او با خوشحالی به‌عنوان استاد جایگزین با حقوق در دانشگاه لوند منصوب شد؛ در آن زمان تنها زن میان هفتاد استاد دانشگاه بود. در سال ۱۹۲۵، به توصیهٔ استاد ادبیات آلمانی، اسکار والدزل، به نوشتن تاریخ ادبیات اسکاندیناوی به زبان آلمانی پرداخت که در سال ۱۹۳۱ با عنوان Die Nordischen Literaturen. Handbuch der Literaturwissenschaft منتشر شد و نقدهای گوناگونی دریافت کرد.

## حقوق زنان
در تمام دوران فعالیتش در دانشگاه لوند، هیلما بورلیوس از فعالان جدی حقوق زنان باقی ماند و نقش مهمی در جنبش حق رأی زنان ایفا کرد. او مقاله‌های زیادی دربارهٔ نویسندگان زن نگاشت و مقالاتی دربارهٔ فردریکا برمر منتشر کرد. در مجموعهٔ Svenska Kvinnor، زندگینامه‌ای پرطرفدار از شاعر هیدویگ شارلوتا نوردنفلیشت به چاپ رساند. افزون بر بنیان‌گذاری و ریاست انجمن دانشجویان زن لوند، در انجمن زنان دانشگاهی استکهلم به نام Akademiskt bildade kvinnors förening نیز فعال بود. او ۵۰٬۰۰۰ کرون سوئد را برای ایجاد بورسیه‌هایی ویژهٔ دانشجویان مستعد زن به دانشگاه لوند اهدا کرد.
هیلما بورلیوس در ۲۸ ژانویهٔ ۱۹۳۲ در شهر لوند درگذشت و در گورستان Östra kyrkogården این شهر به خاک سپرده شد.